# Tavolara Királyság
Ez a szócikk Európa történelmi államáról, a Tavolara Királyságról szól, nem a mai mikronemzetről.
A Tavolara Királyság Európa egyik történelmi állama, melyet 1807-ben alakított ki az addig lakatlan Travolara-szigeten Giuseppe Bertolini.
A királyság nemzetközileg el nem ismert ország volt, csak a Szárd–Piemonti Királyság ismerte el Károly Albert Amadé uralkodásától kezdve, illetve miután a Savoyai-ház alatt megtörtént Itália egyesítése, az Olasz Királyság is elismerte Tavolara függetlenségét.
Mariangela királynő halála után az Olasz Királyságra hagyta Tavolarát, így de jure véget ért a történelmi királyság története, de megalapult egy mikronemzet amely de facto tovább irányítja a szigetet.

## Földrajz
A Tavalara-sziget a Földközi-tengerben fekszik Szardínia partjaitól 1 km-re északkeletre. Maga a sziget 6,5 kilométer hosszú és 500 méter széles, területe mintegy 5 km².
A sziget alkotóeleme vulkanikus eredetű dolomit, melynek legmagasabb pontjának tengerszint fölötti magassága 565 méter magas. A tenger felőli sziklafal kormoránok és sirályok fészkelő helye.

## Történelem

### Kezdetek
1807-ben Giuseppe Bertolini (teljes nevén Giuseppe Celestino Bertoleoni Poli) és családja letelepedett az addig lakatlan Tavolara szigeten, mivel a családot a helyi közösség bigámia miatt üldözte, lévén Giuseppének két felesége. A honfoglaló pásztorkodó (és csempész) életmódot folytatott, kialakította a szigeten a kecsketenyésztést.
Savoya–Carignani Károly Albert Amadé herceg, szárd–piemonti király 1836-ban partra szállt Tavolarán, s ekkor találkozott a szigetet magának valló Giuseppével. A szárd király megismerkedik a helyi családdal és ezt követően rendszeresen visszatért Tavolarára. Végül 1842-ben az akkor a birodalmának (Szárd–Piemonti Királyság részét képező sziget élére kinevezi Giuseppét, akit így címe miatt nem tudtak többé bíróság elé állítani bigámiáért.

### A szuverén királyság
Az Olasz Királyság megalkotását követően 1903-ban II. Viktor Emánuel olasz király is megerősítette Tavolara függetlenségét és szuverenitását, majd Paulo halálát követően az olasz kormány elismerte a szigeten Paulo kívánságára kikiáltott köztársaságot. A hat évente történő választásokon elnököt és egy hat tagú tanácsot választottak, melynek szavazásán nő és férfi egyaránt résztvehetett, így a Tavolara Köztársaság a nők szavazójogát először megadó országok közé lépett.
A köztársaság azonban csak 13 évig állt fönn, amikor I. Carlo visszaállította a királyságot a sziget fölött, lévén ott a republikánus időszakban zűrzavar. Carlót fia, Carlo követte a trónon, azonban ő külföldre ment, így a királyság I. Carlo testvérére, Mariangelára szállt. Mariangela királynő egyezséget kötött az Olasz Királysággal, miszerint halála után az olasz koronára szállt volna a Tavolara királya cím. 1934. április 6-án bekövetkezett halála után de jure a terület az Olasz Királyságé lett, azonban de facto II. Paulo néven Paulo Berteleoni tovább irányította a szigetet.
II. Paulo 1962-es halála után felesége Italia Murru királynő Porto San Paulóba költözött, ahol a család a mai napig él február és március hónapok kivételével, melyet a szigeten töltenek.
Paulo legidősebb fia azonban igényt tartott Olaszország Tavolara szigetére Maria Molinas Bertoleonival, Mariangela királynő lányával egyetemben, így de facto mikronemzet alakult ki a szigeten, melyet 1993-tól Antonio "Tonino" Bertoleoni „király” kormányoz, azonban a szintén olasz Seborga Hercegség mikronemzettel szemben Tavolara nem tarthat fönn történelme miatt önállóságot, mivel Mariangela királynő az Olasz Királyságra ruházta királyságát, annak utóda pedig az Olasz Köztársaság.

## Népesség
Népesség: ~40 fő (1950-es évek.) 15 fő (2008.)
Főváros: nincs
Népsűrűség: 0,3 fő/km²
A Tavalara szigetének mai lakossága a történelmi Tavolara Királysághoz képest nem állandó, a családok (Antonio önkikiáltott király és húga, Madallena családja) csak február és március hónapokban tartózkodnak a szigeten, illetve a turizmus idején, mikor 30-ra is felduzzad a szigeten tartózkodók száma, akiket Antonio "király" hoz a szigetre Porto San Paulóból csónakján.